# Notiphila latelimbata
Notiphila latelimbata är en tvåvingeart som beskrevs av Charles Howard Curran 1930. Notiphila latelimbata ingår i släktet Notiphila och familjen vattenflugor.
Artens utbredningsområde är New York. Inga underarter finns listade i Catalogue of Life.